# Pam Leake
Pam Leake (3 dicembre 1964) è un'ex cestista statunitense.

## Carriera
Dal 1982 al 1986 ha studiato all'Università della Carolina del Nord a Chapel Hill: è stata scelta nella selezione Kodak All-America nel 1986, quando aveva una media punti di 22,4; in totale, ha segnato 2.001 punti ed è la quarta nella storia delle Tar Heels; è stata anche giocatrice dell'anno ACC nel 1985 e nel 1986. Ha giocato in Serie A1 con Messina.